# Vachellia nilotica
Pour l’article homonyme, voir Gommier rouge.
Espèce
Synonymes
- Acacia nilotica (L.) Willd. ex Delile[2]
- Acacia arabica var. nilotica (L.) Benth.[1]
- Acacia scorpioides var. nilotica (L.) A. Chev.[1]

Vachellia nilotica, le gommier rouge, est une espèce de plantes dicotylédones de la famille des Fabaceae, sous-famille des Mimosoideae, originaire d'Afrique de l'Est et d'Asie de l'Ouest.
Ce sont des arbustes ou petits arbres, qui croissent préférentiellement dans les zones désertiques, dans des terrains sableux et secs, sous un climat aride.

## Description

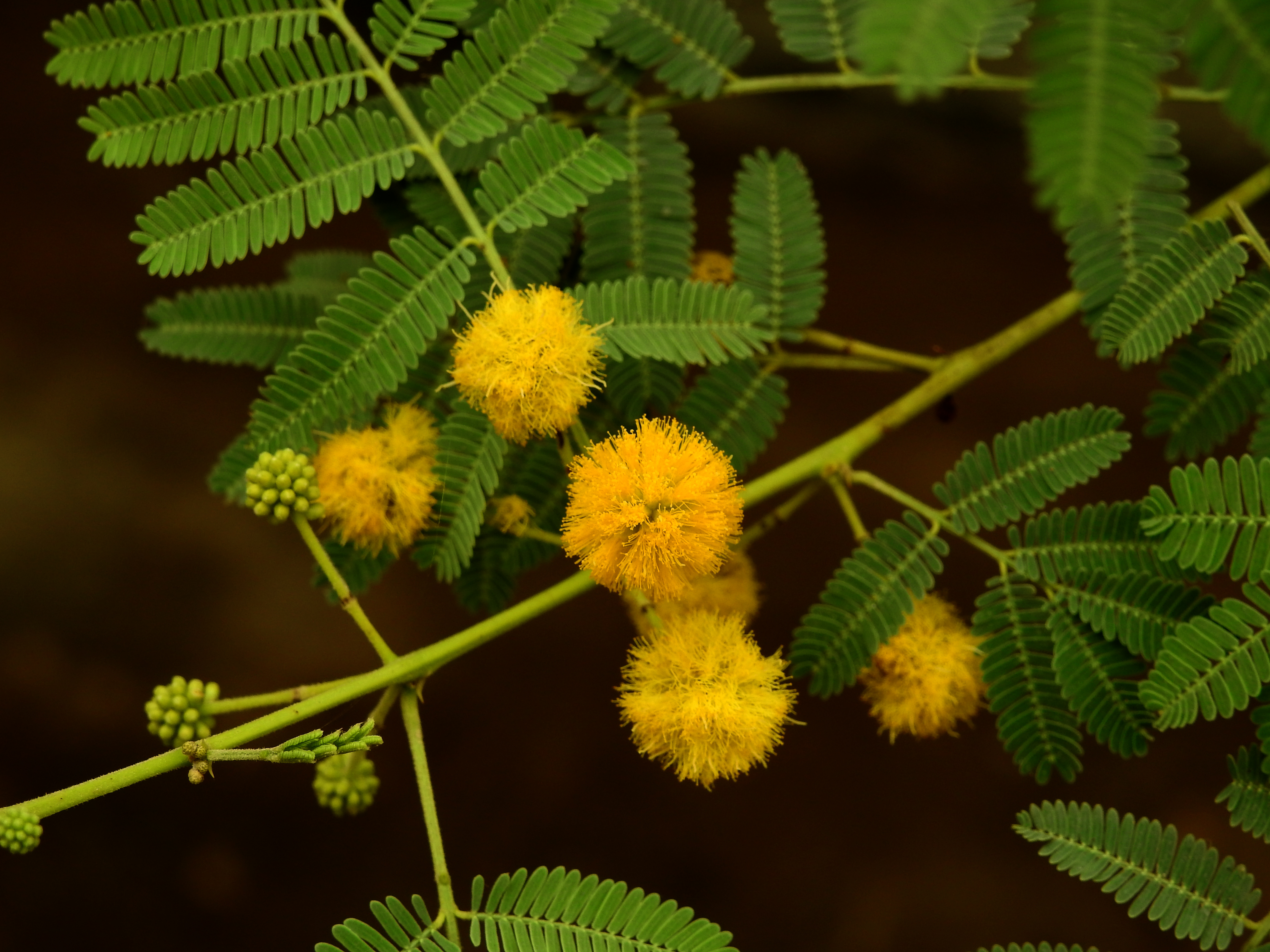
Fleurs de Vachellia nilotica.

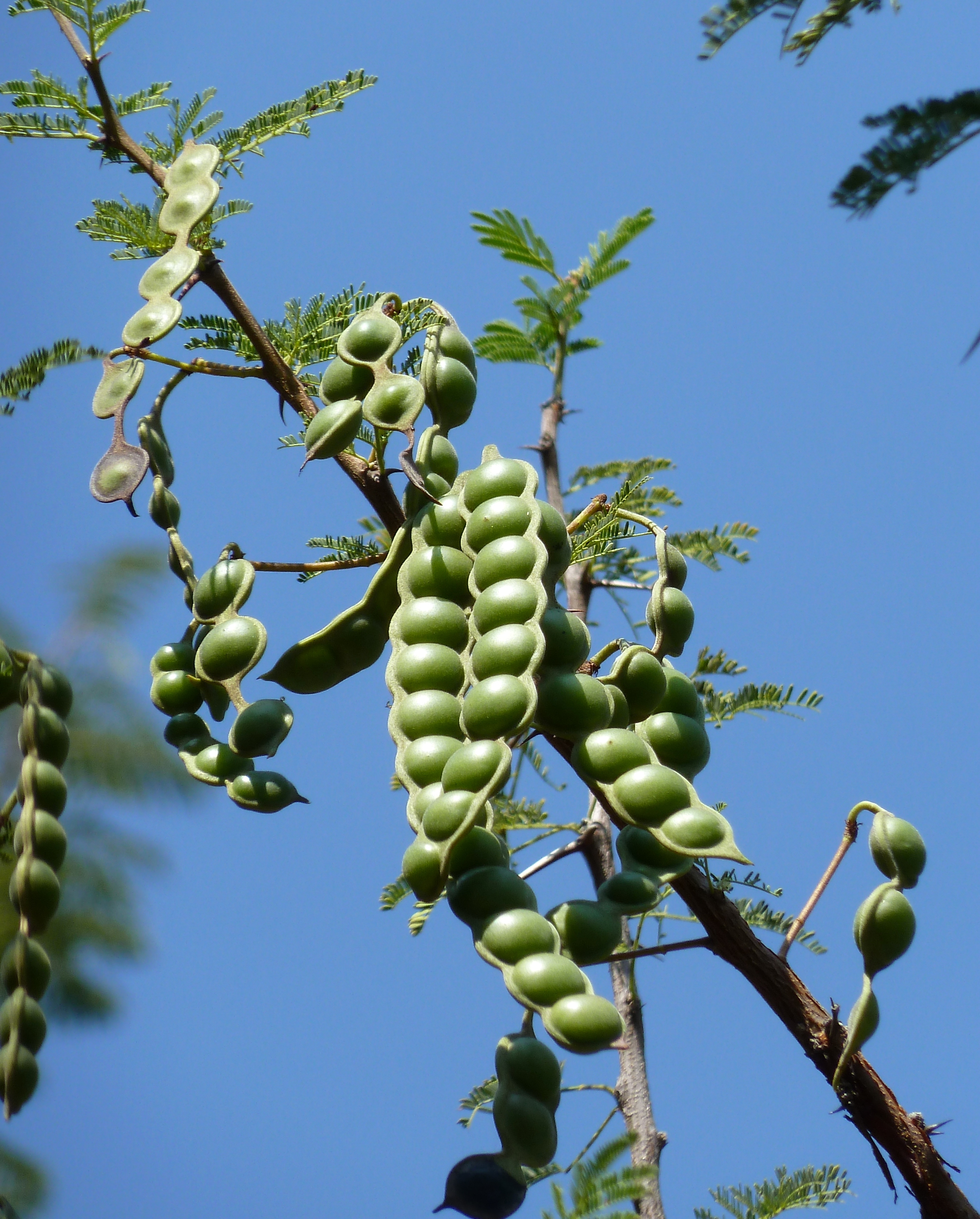
Gousses.

### Aspect général
Vachellia nilotica est un arbuste ou un arbre pouvant atteindre 20 mètres de haut (en zone humide) avec une couronne sphérique et un tronc ayant jusqu'à 60 cm de diamètre̺.
Les tiges et les branches sont généralement de couleur noire, à écorce fissurée, gris rosé, exsudant une gomme rougeâtre.

### Épines
L'arbre a de fines épines grises disposées en paires axillaires à la base des feuilles (généralement de 3 à 12), de 5 à 7,5 cm de long chez les jeunes arbres. Les arbres adultes sont souvent sans épines.

### Feuilles
Les feuilles, composées bipennées, glabres ou pubescentes, longues de 4 à 8 cm, sont constituées de 3 à 6 paires de pinnules et 10 à 30 paires de foliolules chacune.
rachis avec une glande au bas de la dernière paire de pinnule.

### Fleurs
Fleurs en têtes globuleuses de 1,2 à 1,5 cm de diamètre[réf. nécessaire] d'une brillante couleur jaune doré, présentes sur les pédoncules 2-3 cm de long[réf. nécessaire] situés à l'extrémité des branches.

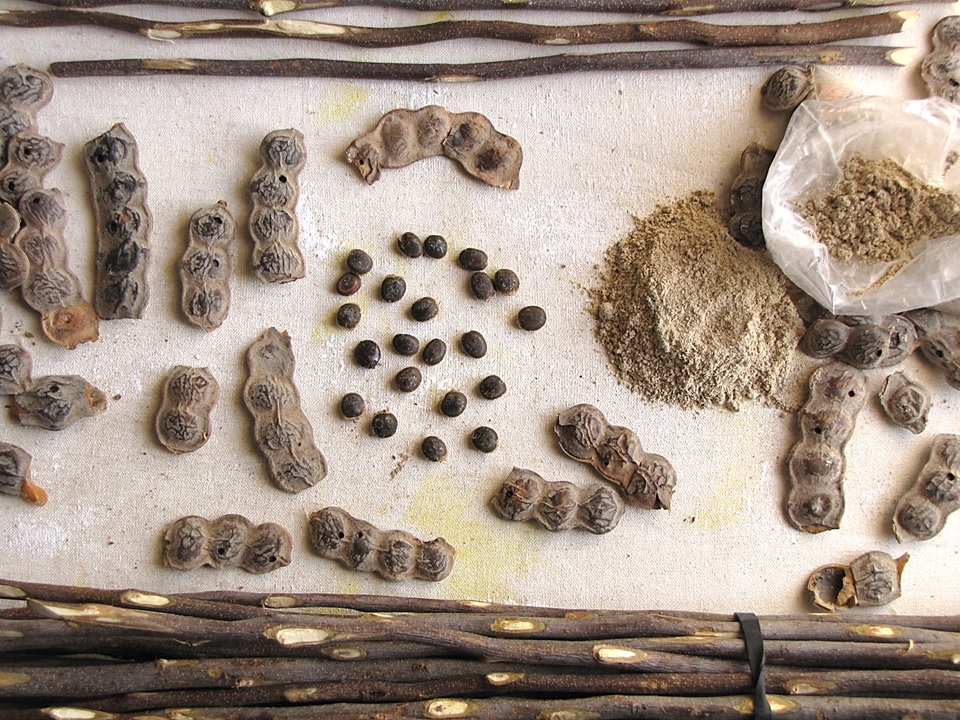
Gousses séchées et graines

### Fruits
Les fruits sont des gousses fortement étranglées, velues, de couleur blanc-gris, épaisses et tomenteuses, de 10 à 15 cm de long sur 1,5 à 2 cm de large.
Les graines d'environ 9 mm de long, sont brunes, plates et arrondies. On compte de 7000 à 11 000 graines par kilogramme de gousses.

### Caryotype
Vachellia nilotica est une espèce qui présente de fortes variations morphologiques et génétiques, qui ont conduit à décrire 9 sous-espèces. Elle constitue un complexe polyploïde dans lequel la plupart des formes sont tétraploïdes (2n=4x=52), mais on a signalé des nombres chromosomiques plus élevés : 104 chez A. nilotica subsp. nilotica (2n=8x=104) et 208 chez Vachellia nilotica subsp. tomentosa (2n=16x=208),. 

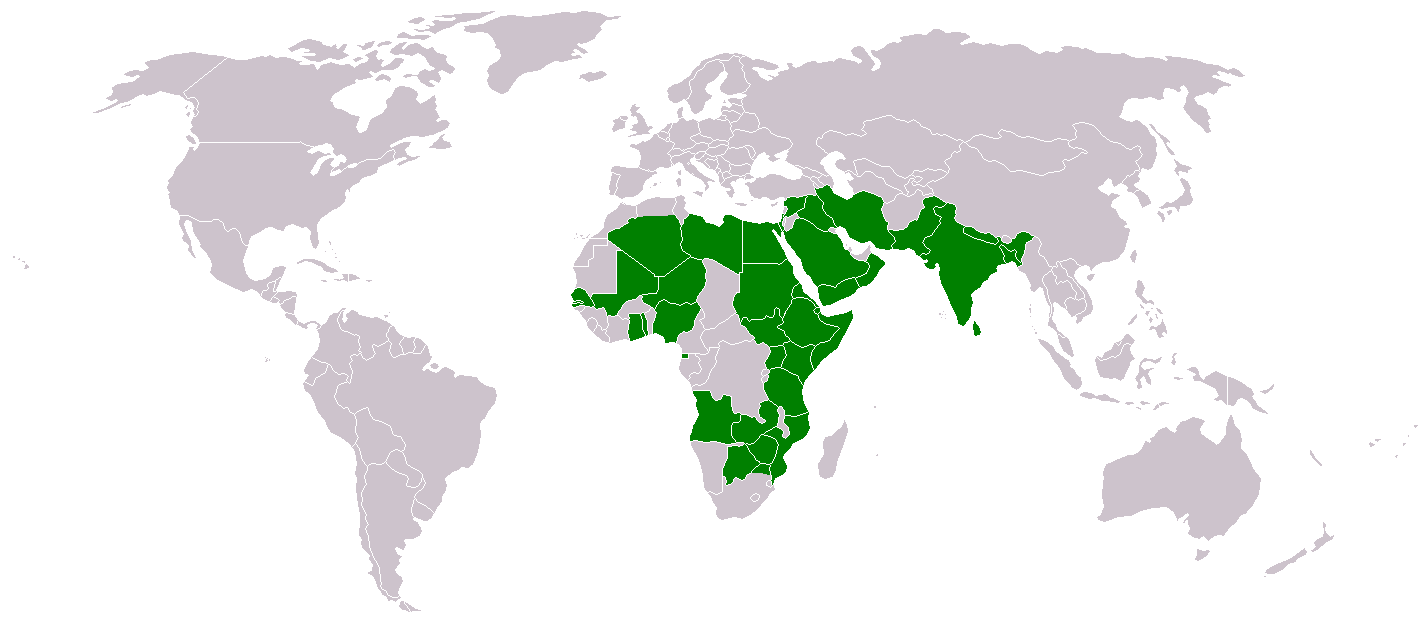
Aire de répartition originelle

## Distribution et habitat
L'aire de répartition originelle de Vachellia nilotica s'étend d'une part en Afrique : Afrique du Nord (Algérie, Égypte) et Afrique tropicale (Angola, Gambie, Ghana, Guinée-Bissau, Ouganda, Soudan, Tanzanie,Kenya,Tchad, Togo, Zambie) et en Afrique australe (Afrique du Sud, Botswana, Swaziland) et d'autre part en Asie occidentale (Oman, Syrie, Yémen).
L'espèce est cultivée dans le sous-continent indien (Inde, Sri Lanka).
Elle s'est largement naturalisée en dehors de son aire de répartition naturelle, dans diverses régions du globe : Cap-Vert, Sri Lanka, Australie, Antilles, îles Galapagos, Amérique du sud.

### Caractère envahissant
Vachellia nilotica est une espèce pionnière qui pousse rapidement dans des sites arides, qui pousse également dans des habitats de plaines inondables ou sur les rives des cours d'eau subissant des périodes variables d'inondation.
L'espèce envahit les habitats de savanes ou de prairies herbeuses, par exemple en Australie, dans le Queensland, où elle a été introduite pour fournir de l'ombre et du fourrage pour alimenter les moutons. Elle y a notamment envahi les formations de graminées xérophytes (Astrebla sp.) sur des sols à forte teneur en argile, ou de limons sablo-argileux qui assurent une humidité suffisante. Elle occupait dès les années 1990 six millions d'hectares de prairies à Astrebla.
En Nouvelle-Calédonie, Acacia nilotica, communément appelé algéroba, fait partie des espèces envahissantes, notamment entre Nouméa et Tontouta, côté mer,. Le Code de l'environnement de la Province Sud interdit l’introduction dans la nature de cette espèce ainsi que sa production, son transport, son utilisation, son colportage, sa cession, sa mise en vente, sa vente ou son achat.

## Liste de sous-espèces
Selon NCBI (27 sept. 2011) :
- Vachellia nilotica subsp. adstringens (Schumach. & Thonn.) Roberty
- Vachellia nilotica subsp. hemispherica Ali & Faruqi
- Vachellia nilotica subsp. indica (Benth.) Brenan
- Vachellia nilotica subsp. kraussiana (Benth.) Brenan
- Vachellia nilotica subsp. leiocarpa Brenan
- Vachellia nilotica subsp. nilotica
- Vachellia nilotica subsp. subalata (Vatke) Brenan
- Vachellia nilotica subsp. tomentosa (Benth.) Brenan

## Noms vernaculaires
Acacia d'Arabie, acacia de Cayenne, acacia à gomme, gommier rouge, acacia du Nil, algéroba.

## Ennemis naturel
De nombreux organismes phytophages ou pathogènes attaquent les arbres vivants.
Parmi les insectes ravageurs figurent Cerostema scabrator, foreur de tiges qui attaque les jeunes arbres en Inde, en provoquent leur dépérissement, des lépidoptères défoliateurs, Euproctis lunata et Euproctis subnotata, capables de défolier des parcelles de forêt en Inde dans les districts de  Sukkur et d’Hyderabad.
Parmi les champignons phytopathogènes, on peut citer Fusarium oxysporum, responsable de la fonte des semis, Fomes pappianus et Fomes badius, provoquant le pourriture des tiges chez les arbres affaiblis,.
Les graines récoltées sont attaquées en Afrique par de nombreuses espèces d'insectes et notamment par deux espèces de coléoptères bruchidés, Bruchidius uberatus et Callosobruchus maculatus, susceptibles de détruire jusqu'à 70 % des graines. Des coléoptères xylophages, Sibixylon anale et Lyctus africanus, attaquent l'aubier du bois abattu,.

## Culture
Le gommier rouge est un arbre de croissance lente supportant tous les types de sols (acide ou calcaire, sols lourds ou légers). Ses profondes racines lui confèrent une grande résistance à la sécheresse.
Il a besoin du plein soleil et ne peut pousser qu'en Zone USDA 10[réf. nécessaire].

## Utilisation
Vachellia nilotica est un arbre « multi usages », dont on utilise divers organe et produits, feuilles, gousses, graines, bois, écorce, etc.
On l'utilise aussi bien comme plante fourragère pour nourrir le bétail, pour le reboisement des zones en voie de désertification, pour la production de gomme arabique, de tanins, de colorants, de bois de chauffage, ainsi que pour ses propriétés médicinales.

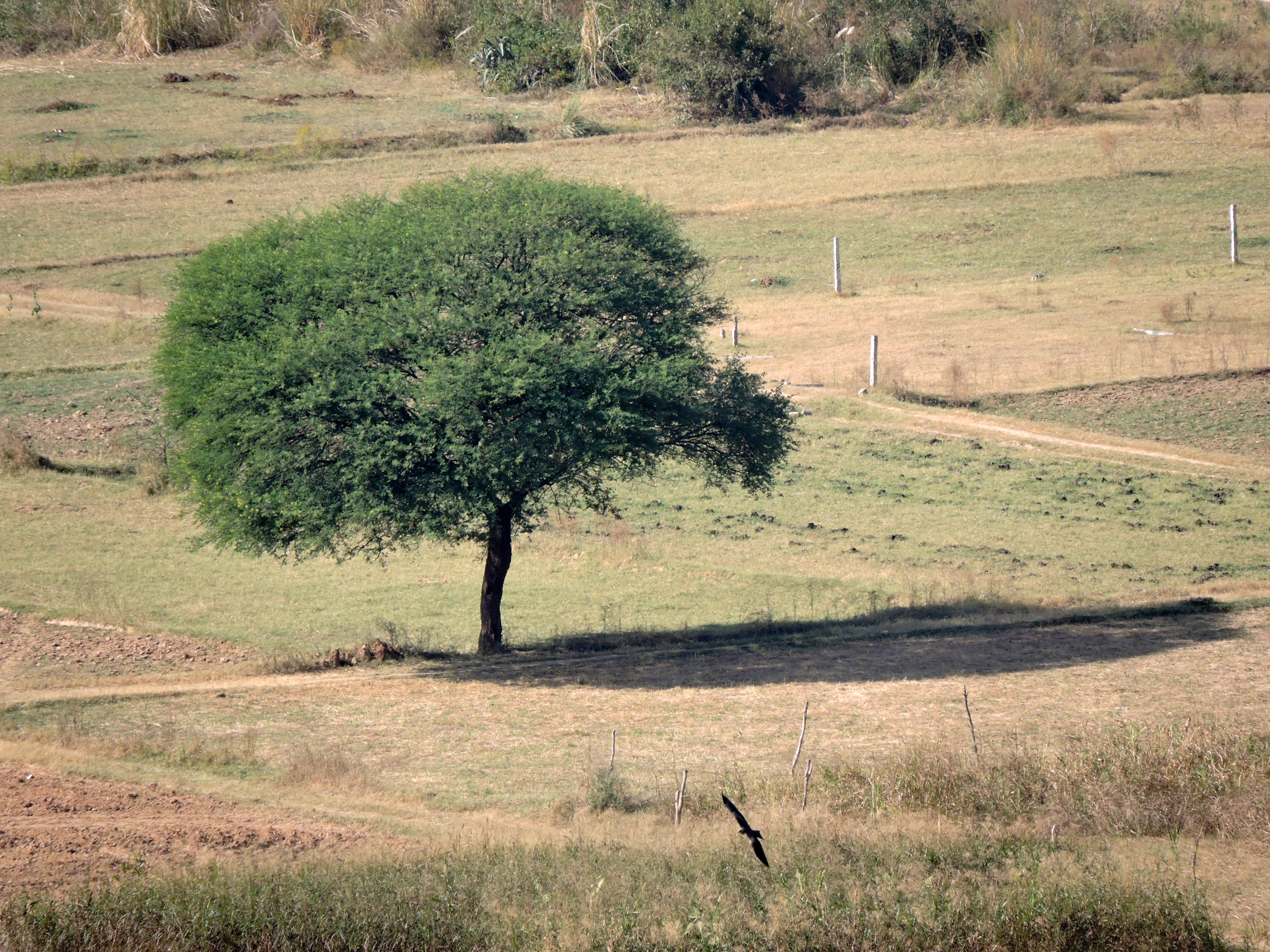
Ombrage offert par un Vachellia nilotica

### Elevage
C'est un arbre fourrager utilisé dans de nombreux systèmes sylvopastoraux. Ses gousses odorantes sont particulièrement appétentes pour les animaux. Les gousses et les feuilles, riches en protéines (12,4 %) et en minéraux, sont utilisées en alimentation animale. En Inde, le feuillage est couramment utilisé comme fourrage. Les gousses, qui mûrissent vers la fin de la saison sèches, sont recherchées par les animaux de pâturage. On les utilise en Inde en complément des rations destinées à la volaille.
C'est également un arbre d'ombrage.

### Tannage

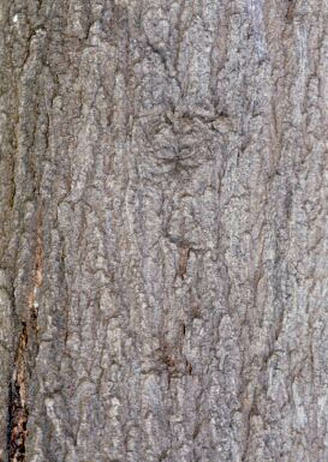
Structure de l'écorce.

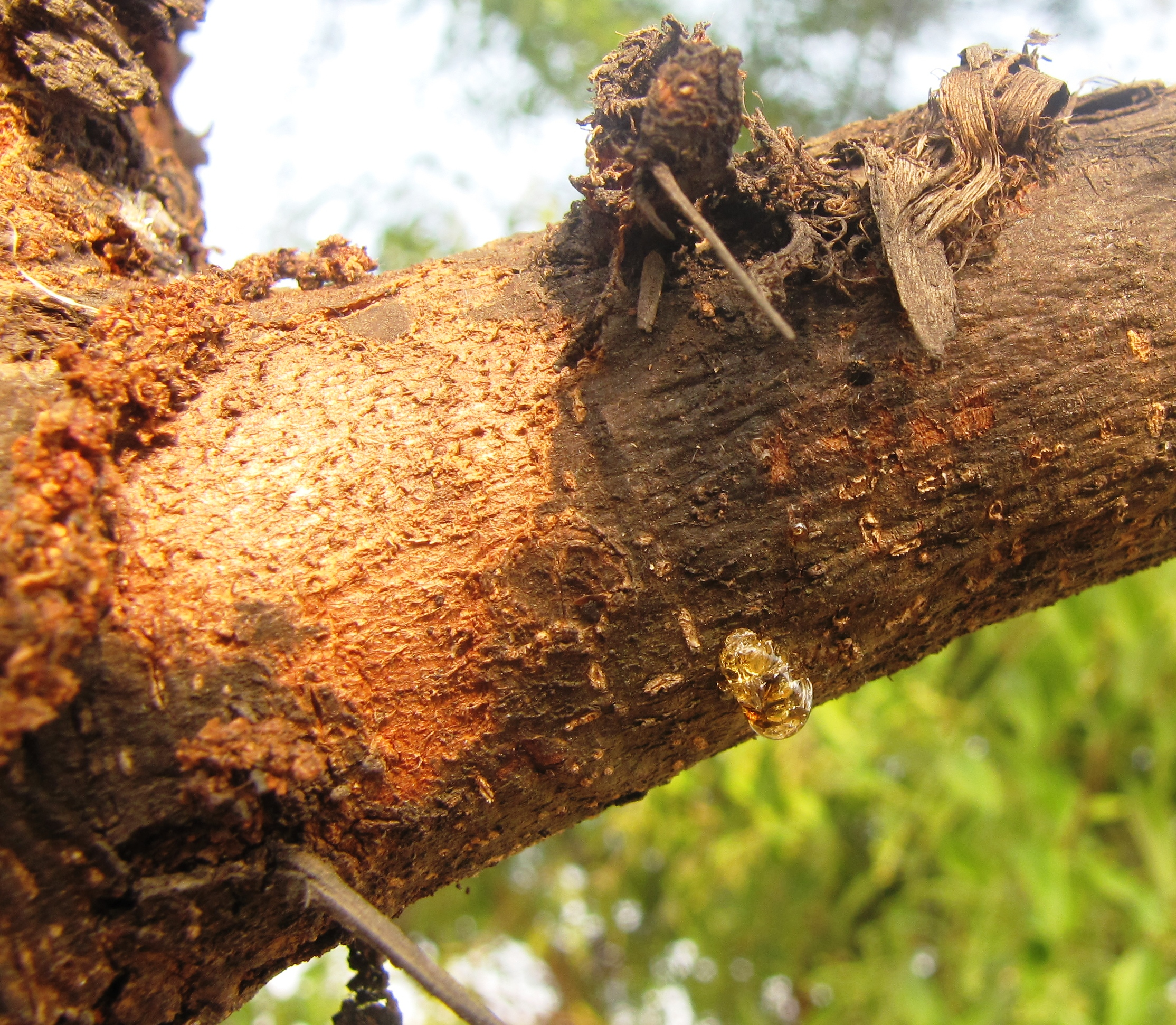
Gomme exsudée

L'écorce, sous-produit de l'abattage, a une teneur élevée en tanins (12 à 20 %). On l'utilise pour le tannage des cuirs en Inde. La sous-espèce Vachellia nilotica subsp. adstringens est utilisée à la fois pour le tannage et comme colorant au Nigeria.

### Médecine
Grâce à sa teneur en tanins, la plante agit comme un astringent puissant. Ces tanins contribuent aux nombreuses utilisations médicinales de Vachellia nilotica. Une décoction du fruit est considérée comme fébrifuge, et les graines ont une activité antipaludéenne, antidiabétique, antihypertenseur et antispasmodique.
Les tannins on montré un pouvoir molluscicide et algicide puissant. Introduits dans des étangs au Soudan, ils tuent certaines espèces d'escargots porteurs de la bilharziose sans affecter les poissons.
La gomme, appelée à l'origine gomme arabique, possède des propriétés similaires à celles de la gomme arabique vraie (de Senegalia senegal). Elle est récoltée dans les forêts du Nil depuis l'époque des pharaons. On l'utilise en médecine populaire.

### Industrie textile
La gomme est aussi utilisée dans l'impression textile (calicot), la teinture et comme empois pour la soie et le coton, ainsi que dans la fabrication du papier en Inde. À Mumbai, elle est commercialisée sous le nom de gomme amravati.
L'arbre est une bonne plante-hôte pour élever des insectes à laque (gomme-laque) dans le Sindh (Pakistan).

### Alimentation
La gomme, comestible, est utilisée dans la confection de confiseries[réf. nécessaire].
Dans l'est de Java, les graines germées sont consommées comme légumes et les graines torréfiées sont mélangées au café.

### Agroforesterie et agriculture
L'arbre vivant est utilisé en agroforesterie, soit planté en lignes espacées de 5 m les unes des autres dans les champs cultivés, soit en bordure des champs. On le plante aussi pour la réhabilitation des terres, sur des sols tant salins qu'alcalins.
Il peut aussi servir de brise-vent, particulièrement la sous-espèce, Vachellia nilotica subsp. cupressiformis, intéressante plantée autour des champs car sa couronne étroite fait moins d'ombre que d'autres espèces.
Un extrait de la racine est un inhibiteur potentiel du virus de la mosaïque du tabac.

### Bois
L'espèce est aussi exploitée pour son bois. C'est le cas dans les forêts riveraines du Nil au Soudan et en Égypte, exploitées depuis l'Antiquité et qui le sont encore de nos jours, avec une rotation de 20 à 30 ans. En Inde et au Pakistan, les plantations riveraines sont gérées selon des rotations de 15 à 20 ans pour le bois de chauffage et le bois d'œuvre. Ce bois brun foncé, solide et durable, résistant aux termites, est presque deux fois plus dur que le teck et résiste très bien aux chocs. Il a une large gamme d'applications dans la construction, la production de traverses de chemin de fer, de poignées d'outils, de pâte à rayonne et de pâte à papier, etc. Son pouvoir calorifique élevé, de 4 950 kcal/kg, en fait un excellent combustible comme bois de chauffage ou pour produire du charbon de bois.

### Ornement
Vachellia nilotica est un arbre d'ornement populaire, fréquemment planté dans les rues en Inde comme arbre d'alignement.